# Pisco
Pisco er en farveløs eller gullig-ravfarvet brandy, der produceres i de vinavlende regioner i Peru og Chile. Spiritussen blev udviklet af spanske bosættere i Sydamerika i det 16. århundrede som et alternativ til orujo (en pomace brandy der blev importeret fra Spanien). Pisco produceres ved at destillere fermenteret vindruesaft, og den havde den fordel, at man kunne producere spiritussen af lokaldyrkede druer.

## Etymologi
Den ældste brug af ordet pisco til at betegne peruviansk "aguardiente" dateres til 1764. Drikken har muligvis fået sit Quechua-navn fra byen Pisco i Peru, en tidligere vigtig kolonihavn til eksport af vinprodukter, som var beliggende på Perus kyst i dalen Pisco ved floden af samme navn. Fra denne havneby blev "Aguardiente de Pisco" eksporteret til Europa, især Spanien, hvor spiritussens navn blev forkortet til "Pisco".
Den chilenske linguist Rodolfo Lenz har sagt, at ordet pisco blev brugt op langs Sydamerikas stillehavskyst fra Arauco til Guatemala, og at ordet havde oprindelse i Quechua-sprogstammen og betyder "fugl".
Dette er dog blevet udfordret af en anden chilensk linguist, Mario Ferreccio Podesta, som støttede den tidligere etymologiske oprindelse fastlagt af Real Academia Española, og at ordet pisco oprindeligt har betegnet en amfora eller krukke af mudder. Real Academia Española har senere støttet Lenz' teori om ordets Quechua-oprindelse.
Andre etymologiske oprindelser er også blevet udforsket, såsom at det skulle stamme fra Mapudungun-ordet "pishku", som er blevet fortolket til at betyde "noget kogt i en gryde", som kunne relatere til konceptet med brændte vine (spansk: vino quemado).

## Historie

### De tidlige aguardientes
Ulig landbrugsjorden i Nyspanien, hvorpå kun meget få vingårde blev anlagt (primært til produktion af altervin), var flere beliggenheder i Vicekongedømmet Peru meget egnet til at dyrke vinstokke. Allerede i 1560 producerede Peru vin til kommercielt brug, og over tid voksede der sig en stor vinproduktion frem i regionen. Vinproduktionen voksede stærkt og truede de spanske merkantile politikker, så den spanske krone forbød i 1595 grundlæggelsen af yderligere vingårde i Amerika for at beskytte eksporten af den hjemlige vinindustri. Denne ordrer blev dog stort set ignoreret. Yderligere protektionistiske foranstaltninger blev sat i værk af den spanske krone ved at forbyde eksport af peruviansk vin til Panama i 1614 og Guatemala i 1615.
I 1572 havde byen Santa Maria Magdalena i Peru en havn kaldet Pisco. Pisco blev et fundamentalt stop på ruten for distributionen af en alkoholisk drik - aguardiente. Piscohavnens navn blev forkortet til blot "Pisco", som var navnet på den druelikør, der har sin oprindelse i regionen.
Destilleringen af vin til pisco begyndte for alvor at tage fart i det 17. århundrede, muligvis som reaktion på de forskellige pres fra Spanien. Indtil begyndelsen af det 18. århundrede blev det meste aguardiente dog fortsat brugt til at forstærke vin for at forebygge dens oxidation frem for drukket rent. Denne konserveringsmetode svarer til andre forstærkede vine (hedvine) fra andre dele af verden, for eksempel Madeira eller Marsala.
Produktionen og forbruget af vin og pisco blev stimuleret af mineaktiviteterne i Potosí, på daværende tidspunkt den største by i den Nye Verden.

### Tilbagegang for den peruvianske pisco
Historikere har dateret ankomsten af den første sending vindruer nogensinde til 1553. Produktionen af pisco startede i slutningen af det 16. århundrede. Efter fermenteringsprocessen og destilleringen af saften fra vindruerne blev det omdannet til spiritus. Vindruesaften blev opbevaret i beholdere formet af jord eller mudder også kaldet "piscos".
Hele Perus sydkyst blev i 1687 ramt af et jordskælv, der ødelagde byerne Villa de Pisco og Ica. Vinkældre i de berørte områder kollapsede og saftbeholderne blev ødelagt, hvilket fik den voksende vinindustri i landet til også at kollapse.
I det tidlige 18. århundrede blev der produceret mere vin end pisco i Peru. I 1764 var produktionen af pisco i landet marginalt i forhold til vin, der stod for 90% af alle de producerede vindrikke. Med undertrykkelsen af Jesuiterordenen i Spansk-Amerika, blev de jesuittiske vingårde bortauktioneret, og de nye ejere havde typisk ikke samme ekspertise i vinbrug som jesuitterne, hvilket ledte til en nedgang i produktionen.
I det sene 18. århundrede tillod Spanien produktionen af rom i Peru, som var billigere og af lavere kvalitet end pisco. I det industrialiserede Europa i det 19. århundrede steg efterspørgslen på bomuld. Mange peruvianske vinbønder skiftede derfor fra vinbrug til bomuldsplantager, der var mere lukrative end vin, hvilket yderligere reducerede vinproduktionen (og derved pisco-produktionen) i landet. Dette sås i særdeleshed under den Amerikanske Borgerkrig (1861-1865), hvor bomuldspriserne var skyhøje på grund af Unionsblokaden mod sydstaterne og deres bomuldsplantager.
Pisco var også populært i USA; i San Francisco og omegn siden 1830'erne, under Guldfeberen, i 1860'erne og helt frem til midten af 1900-tallet.
I 1933 eksporterede Chile vine af god kvalitet. Chile ville dog også tilføje deres egen version af pisco til deres vinkatalog. Chilenerne vidste ikke, hvad deres version skulle kaldes til at starte med, så de brugte også navnet pisco, fordi det allerede var et kendt navn.

## Kontrovers
Der har været nogen diskussion om, hvorvidt pisco havde sin oprindelse i Chile eller Peru. Begge lande siger, at piscoen er deres nationaldrik. Det er dog kulturen og historien, der driver denne uenighed. Begge lande vil have rettigheden til at kalde den århundrer gamle pisco deres egen. Den tidligste omtale af pisco i officielle optegnelser er fra det tidlige 15. århundrede i Ica, Peru: en mand ved navn Pedro Manuel døde og nævnte udstyr til piscoproduktion i sit testamente. Dette betyder dog ikke, at pisco ikke også blev produceret i Chile i løbet af samme periode.
Der har muligvis været en specifik geografisk betegnelse, når det kommer til brandingen af pisco. Der vil næsten aldrig være et label, der siger "peruviansk pisco" eller "chilensk pisco", da der er en special aftale om beskyttelse af spiritussen. Denne aftale forbyder brugen af mange forskellige slags branding, herunder landenavne.

## Varianter

### Peruviansk pisco
Peruviansk pisco skal produceres inden for et af landets fem oprindelsesdepartementer — Lima, Ica, Arequipa, Moquegua og Tacna (kun i dalene Locumba Locumba, Sama og Caplina) — som blev etableret af regeringen i 1991.
I Peru produceres pisco kun ved brug af kobber pot stills (løgformede), ligesom single malt skotsk whiskys, i stedet for i coffey stills (cylinderformede) som de fleste vodkaer. Ulig den chilenske pisco, er pisco fra Peru aldrig fortyndet efter dens destillering og kommer på flaske direkte efter destillering. Produktionen af en flaske almindelig peruviansk pisco kræver 8 kg druer, og variationen Mosto Verde kræver 12 kg.
Mange typer druer blev brugt i piscoproduktionen, hvilket ledte til en bred vifte af smag, aroma, viskositet og udseende af spiritussen. Dette hæmmede forsøg på et eksportere spiritussen under en enkelt betegnelse, og derfor reguleres de spiritusser, der kan bruge betegnelsen pisco. Pisco kan betegnes i fire distinkte kategorier:
- Puro (Ren); laves af en enkelt druesort, oftest Quebranta, omend Mollar eller Common Black også kan bruges. Ingen blanding af sorter tillades ("ren" pisco må kun indeholde en druesort).
- Aromáticas (aromatisk); laves af Muscat eller Muscat-afledte druesorter, og også fra Albilla-, Italia- og Torontel-sorterne. Endnu engang må piscoen kun indeholde en druesort.
- Mosto Verde (Grøn Most); destilleret fra delvist fermenteret most, der skal destilleres før fermenteringsprocessen har fuldstændigt transformeret sukker til alkohol.
- Acholado (Multivariel); laves af mosten fra flere druesorter.

Peru eksporterede pr. 2017 tre gange så meget pisco som Chile. I 2008 blev peruviansk pisco eksporteret 48% mere end den chileneske i forhold til det foregående år, og Peru oversteg Chile med 1 million USD, selvom Chile producerede omkring tre gange så meget pisco som Peru. Chile er også den største importør af pisco fra Peru: 34% af piscoen produceret i Peru blev eksporteret til Chile. Årligt nåede produktionen af pisco i 2013 op på 30 millioner liter i Chile og 9,5 millioner liter i Peru.
Peruviansk pisco vandt over 20 guldmedaljer og blev udnævnt til verdens bedste spiritus ved Concours Mondial de Bruxelles 2011.

### Chilensk pisco
Chilensk pisco skal produceres inden for et af landets to officielle oprindelsesregioner — Atacama og Coquimbo — som blev etableret i 1931 af regeringen. Det meste er produceret som en slags "butiksdestillat". Andre typer er produceret ved dobbeltdestillering i kobber eller andre materialer.
Under tilpasningen af vingårdene til piscoproduktion var den mest udbredte druesort Muscat, mens nogle andre vingårde foretrak Torontel- eller Pedro Jiménez-sorterne. Som det også er tilfældet i Peru, er der indført reguleringer for betegnelse af pisco i Chile, som inkluderer følgende kategorier:
- Pisco Corriente o Tradicional, 30% til 35% alkohol.
- Pisco Espcial, 35% til 40% alkohol.
- Pisco Reservado, 40% alkohol
- Gran Pisco, 43% eller mere

Kravene til piscoproduktion er forholdsvist høje i Chile. Chilenske destillerier skal dyrke deres egne dryer og er grupperet efter deres aromatiske udtryk: Muscat-typer (Pink Muscat og Muscat of Alexandria) er meget parfumerede, mens Pedro Jiménez, Moscatel de Austria og Torontel-sorterne er mere subtile.

## Produktionsprocessen
Processen for piscoproduktion stammer fra fermenteringen af specifikke druesorter og afledte sorter af Muscat- og Italia-druerne. Saften fra druerne er destilleret i kobberbeholdere. Før destilleringen bliver druerne presset, typisk om eftermiddagen for at undgå den tørre hede ved Perus kyst. En gruppe mænd samles om vinpressen og stamper på druerne i 6-takts intervaller. Druesaften falder ned i et opsamlingsbassin kaldet puntaya. Her står saften i 24 timer. Senere hældes saften i fermenteringsbeholdere, og fermenteringsprocessen tager normalt 7 dage. Det er for at den naturlige gær i drueskinnet kan tage sukker ind og blive til alkohol. Normalt vil piscoproducenterne kontrollere temperaturen i beholderne, så varmen ikke stiger, ellers ville den naturlige aroma i druerne fordampe og ikke give piscoen den særlige karakteristik, som er vigtig for en pisco af høj kvalitet. Når fermeneringsprocessen er overstået, destilleres piscoen i store beholdere af kobber.

## Miljømæssige bekymringer
Chile har taget skridt til at få en ren og miljøvenlig produktion af pisco. For at slå ned på forurening, og for at øge konkurrencen, har nationalrådet for miljøvenlig produktion i Chile indgået en aftale om mere miljøvenlig produktion, kaldet APL. Cooperativa Capel (en af Chiles største spiritusproducenter) investerede alene mere end 800 millioner chilenske peso i mere miljøvenlig produktion.

## Oprindelsesbetegnelse
Retten til at bruge oprindelsesbetegnelsen pisco har været en lang strid mellem Peru og Chile, omend historikere generelt mener, at piscoen har sin oprindelse i Peru.
Peru kræver den eksklusive ret til at bruge betegnelsen "pisco" til produkter, der er blevet produceret i Peru, men de har ikke haft held med at overtale andre lande til at anerkende den fortolkning. Chile betragter derimod betegnelsen "pisco" som generisk, og chilenerne argumenterer, at spiritussen er en type af alkoholiske drikke lavet af druer (på samme måde som vodka og whisky også er generiske termer). Chile har også tilladt to regioner i landet til at bruge betegnelsen: Atacama og Coquimbo.
Stormarkeder (som EU, USA, Mexico og Australien) tillader generelt produkter fra både Peru og Chile betegnet som "pisco". EU-kommissionen anser Peru som oprindelsesland for piscoen, men tillader også at betegnelsen bliver brugt om produkter fra Chile.

## Cocktails
Nogle af de mest populære cocktails med pisco inkluderer:
- Pisco Punch, den første kendte pisco-cocktail, der blev opfundet i San Francisco, Californien, i det 19. århundrede. Drinken indeholder ananas, gummi arabikum og sirup blandt andre ingredienser.[33]
- Pisco sour, som har sin oprindelse i Lima, er tilberedt med æggehvide, limejuice, sukkersirup og bitter. Den chilenske verson udelader normalt bitter.[34]
- Serena Libre, sødere end Pisco sour, lavet med chilensk papayajuice og sukker.
- Chilcano (Pisco og Ginger Ale), har variationer med lime, blodappelsin, grapefrugt og ananas.
- Mojito de Cuma, en chilensk version af mojitoen, som laves med pisco, Sprite, Seven Up eller en lignende sodavand og mynteblade. På grund af sodavandens naturlige sødme er sukker ikke nødvendig.
- Pisagua, chilensk pisco med danskvand.
- Piscola, også kaldet "nationalcocktail" i Chile, er en drink med Coca-Cola og pisco. Andre kombinationer af pisco og cola inkluderer Perú Libre, der blot laves med pisco fra Peru.
- Don Alfredo, en peruviansk cocktail lavet med Mosto Verde Pisco, St-Germain hyldeblomstlikør, limesaft, is og danskvand.

## Forbrug
Indbyggerne i Chile indtager 3 liter pisco pr. person hvert år og gennemsnitligt 18% af piscoproduktionen kaldes premium pisco. Det peruvianske forbrug af pisco pr. indbygger var i 2008 beskrevet som 0,5 liter og stigende (på bekostning af rom og whiskys markedsandel, omend whisky er den mest populære spiritus i Peru). En rapport fra 2017 viser en stigning på 3,5 millioner liter i forbruget på i Peru.
Den største importør af peruviansk pisco er Chile, med en estimeret importværdi på 1,6 millioner USD i 2016. USA er den anden største importør af peruviansk pisco, med en estimeret importværdi på 1,4 millioner USD.